# Brasiliens försvarsmakt

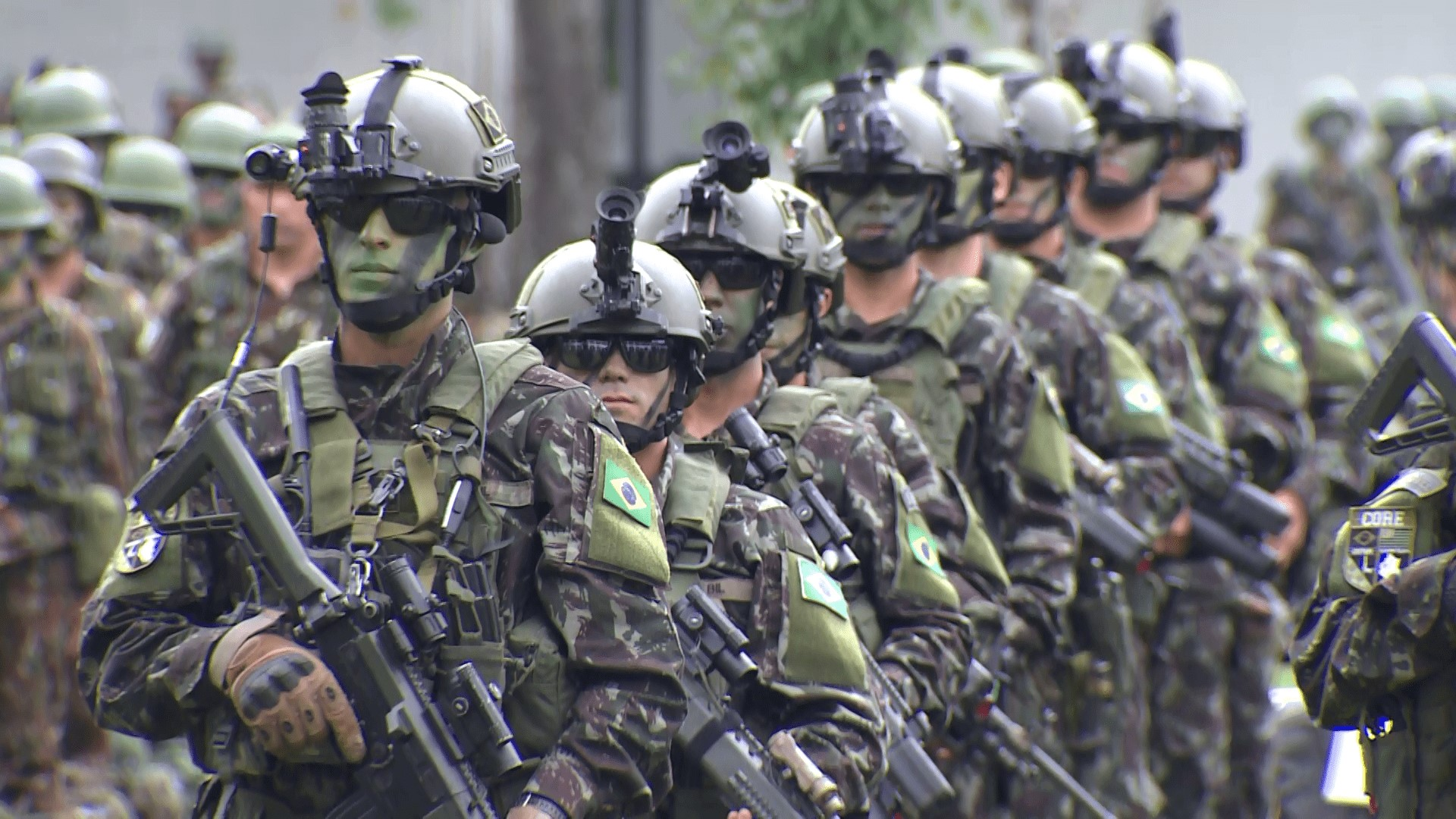
Brasiliens försvarsmakt

Brasiliens försvarsmakt (på portugisiska Forças Armadas Brasileiras) består av Brasiliens armé, Brasiliens flotta (inklusive marinkår) och Brasiliens flygvapen.

## Översikt
Brasiliens försvarsmakt består av den brasilianska armén, marinen och flygvapnet. Brasilien har den största försvarsmakten i Latinamerika. Militärpolisen (Statens militärpolis) benämns som stödstyrka till armén. Alla försvarsgrenarna är delar av Ministério da Defesa (försvarsministeriet). Brasiliens flygvapen är den brasilianska försvarsmaktens luftstridförande gren. Força Aérea Brasileira inrättades när arméns och flottans flygdivisioner sammanfördes till en militär enhet; ursprungligen kallades det ”Nationella flygvapnet”. De båda flygedivisionerna överförde sin utrustning, installationer och personal till den nya enheten. FAB är det största flygvapnet i Latinamerika, med omkring 700 bemannade flygplan i bruk, och hade (8 juli 2005) 66 020 personer i aktiv tjänst. Därutöver är 7 500 civilister anställda av flygvapnet. Brasiliens flotta svarar för operationer till sjöss och för bevakning av Brasiliens territorialvatten. Marinen är den äldsta av Brasiliens försvarsgrenar och den största örlogsflottan i Latinamerika, med det 27 307 ton tunga hangarfartyget NAe São Paulo (förutvarande franska marinens FS Foch), några amerikansk- och brittisktillverkade fregatter, några enstaka lokalt tillverkade korvetter, diesel-elektriskt drivna kustubåtar och många andra flod- och kustbevakningsfartyg. Slutligen har vi Brasiliens armé, som svarar för landbaserade militäroperationer, med en styrka om uppskattningsvis 190 000 man.